# Erika Araki
Erika Araki (jap. 荒木 絵里香, Araki Erika; * 3. August 1984 in Kurashiki) ist eine japanische Volleyballspielerin. Sie nahm an zwei Olympischen Spielen teil und gewann 2012 die Bronzemedaille.

## Karriere
Nachdem Araki als Kind zunächst im Schwimmen und der Leichtathletik aktiv gewesen war, begann sie im Alter von zehn Jahren mit dem Volleyball und spielte in der Mannschaft der privaten Seitoku-Gakuen-Oberschule (heute: Shimokitazawa-Seitoku-Oberschule). 2003 wurde sie von Toray Arrows verpflichtet. Im gleichen Jahr debütierte die Mittelblockerin in der japanischen Nationalmannschaft, mit der sie gleich das Finale der Asienmeisterschaft erreichte. 2005 gab es im gleichen Wettbewerb einen dritten Platz. Im folgenden Jahr erreichte Araki mit der Nationalmannschaft den sechsten Platz bei der Weltmeisterschaft im eigenen Land. 2007 wurde Japan Asienmeister. 2008 gelang Araki mit ihrem Verein das nationale Double aus Pokalsieg und Meisterschaft. Anschließend nahm sie mit der Nationalmannschaft am olympischen Turnier in Peking teil, das für Japan nach dem Aus im Viertelfinale auf dem fünften Platz endete. Nach dem Turnier wechselte sie in die italienische Liga zu Foppapedretti Bergamo. Mit Bergamo gewann sie 2009 die Champions League. Bei der Asienmeisterschaft 2009 belegte Japan diesmal den dritten Platz. Araki kehrte nach einer Saison in Italien in die Heimat zurück und gewann mit Toray Arrows 2010 erneut die japanische Meisterschaft. Im gleichen Jahr kamen die Japanerinnen bei der WM 2010 auf den dritten Rang. In der folgenden Saison wurde Arakis Verein Pokalsieger und Vizemeister. 2012 feierten die Toray Arrows den nächsten Meistertitel. Mit der Nationalmannschaft erreichte Araki 2012 den zweiten Platz der Asienmeisterschaft. In London nahm sie zum zweiten Mal an den Olympischen Spielen teil und gewann die Bronzemedaille.